# Walter Lippe
Walter Lippe (* 29. August 1885 in Dresden; † 2. Juli 1963 in Essen) war ein deutscher Bergbauingenieur und Politiker.

## Leben
Walter Lippe studierte an der Bergakademie Freiberg. Bergbau. 1906 wurde er Mitglied des Corps Franconia Freiberg. Das Studium schloss er als Dipl.-Berging. ab. Anschließend ging er in das nordwestsächsische Revier nach Borna, wo er bis zum Sächsischen Bergdirektor aufstieg. Später war er Braunkohlenbergbau-Sachbearbeiter bei der Reichsvereinigung Kohle in Berlin und nach dem Zweiten Weltkrieg bei der Deutschen Kohlenbergbau-Leitung (DKBL) in Essen.
Lippe war von 1922 bis 1933 als Mitglied der nationalliberalen DVP Abgeordneter zum Sächsischen Landtag.
Von 1927 bis 1934 und von 1945 bis 1956 war Lippe Vorsitzender des Vereins Alter Herren des Corps Franconia Freiberg. Unter seinem Vorsitz verlegte das Corps 1953 seinen Sitz an die RWTH Aachen, wo es den Namen "Corps Franconia Fribergensis" annahm. Das Corps Hercynia Clausthal verlieh ihm 1955 das Band.

## Auszeichnungen
- Ernennung zum Ehrenburschen des Corps Franconia Fribergensis[1]